# Stiphodon julieni
Stiphodon julieni es una especie de pez dulceacuícolas de la familia de los Gobiidae en el orden de los Perciformes.

## Morfología
Los machos pueden llegar a alcanzar los 5 cm de longitud total.

## Distribución geográfica
Se encuentra en los ríos de Rapa, en la Polinesia Francesa.